# Eskapismus
Eskapismus (z ang. escape = únik) je pojem, který se používá zejména v mediálních studiích a teorii masové komunikace, kde znamená fantazijní únik do imaginárních světů, především pak mediálních.
Projevy eskapismu objevili již Paul Felix Lazarsfeld a Herta Herzogová v jednom z prvních výzkumů mediálního publika, který zkoumal posluchačky rozhlasových nekonečných seriálů ve Spojených státech 30. let 20. století (tzv. daytime serials).
Eskapismu se posléze věnovali zejména představitelé tzv. teorie užití a uspokojení (např. Leonard Irving Pearlin). Podle sociologa Anthonyho Giddense je schopnost médií eskapismus nabízet součástí jejich širší schopnosti vytvářet tzv. ontologické bezpečí (snižování úzkosti, vnášení řádu a srozumitelnosti do života). Pojem eskapismus používají rovněž často autoři, kteří studují tzv. parasociální interakci mediálního publika, zejména pak identifikaci diváků s postavami mediálních fikcí (Horton a Wohl, Noble, Rosengen a Windahl, Zillman).
Za klasickou studii eskapismus potvrzující je považována práce Janice Radwayové Reading romance, která zkoumala čtenářky tzv. červené knihovny. Její názory ovšem popřela Ien Angová, která tvrdila, že ženy (ona zkoumala divačky televizních mýdlových oper) disponují tzv. melodramatickou imaginací – konzumováním romantických mediálních obsahů prý z každodennosti neunikají, ale naopak si ji s jejich pomocí uvědomují.